# 알미나 SC
알미나 SC(아랍어: نادي الميناء الرياضي는 바스라를 연고로 하는 이라크의 축구단으로 현재 이라크 스타스 리그에 참가하고 있다.

## 우승
- 이라크 프리미어리그: 1977-78
- 이라크 1부 리그: 1986-87, 1989-90

## 선수 명단

### 현역
참고: FIFA 자격 규정에 따라 소속된 국가대표팀 국기를 표시합니다. 선수는 복수의 FIFA 비회원국 국적을 가지고 있을 수 있습니다.
| 번호 | 포지션 | 국적 | 이름          |
| ---- | ------ | ---- | ------------- |
| 15   | MF     | 예멘 | 오사마 안바르 |

| 번호 | 포지션 | 국적 | 이름 |
| ---- | ------ | ---- | ---- |

## 역대 감독
| 감독            | 임기   |
| --------------- | ------ |
| 파블로 그란데스 | 2024 ~ |

틀:알미나 SC 선수 명단